# Ricanoptera marginipunctata
Ricanoptera marginipunctata är en insektsart som beskrevs av Schmidt 1911. Ricanoptera marginipunctata ingår i släktet Ricanoptera och familjen Ricaniidae. Inga underarter finns listade i Catalogue of Life.